# 阔阔真 (卜鲁罕氏)
闊闊真，卜魯罕氏，蒙古伊儿汗国君主合赞汗的可敦。
伊兒汗國君主阿魯渾（1284年至1291年在位）最喜歡的妻子忽勒塔黑哈敦（卜魯罕氏）去世後，遺言非本族之女不得繼承其后位。根据她的遗言，阿鲁浑派使者至大都请元世祖忽必烈选赐前妃同族之女为妃，阔阔真被元世祖忽必烈指婚于阿鲁浑。
马可波罗号称阔阔真由他以及伊儿汗国使者兀鲁、阿必失呵、火者等人护送，于1291年由泉州（今福建省泉州市）以水路经印度洋航行了两年又两月到达忽里模子，但是由于她1292年年底到达伊儿汗国，国王阿鲁浑已经于1291年去世了，阿鲁浑的弟弟海合都在位。1293年，使者奉海合都之名，将阔阔真送到了阿八哈耳，与阿鲁浑长子合赞成婚。闊闊真婚後一年即去世，享年二十。合赞精通多国语言，于1295年发动战争夺取伊儿汗国汗位，并在同年改伊斯兰教为国教。
楊志玖教授在《永樂大典》殘片《站赤》中找到一條記載“兀魯得、阿必失和火者，取道馬八兒，往阿魯渾大王位下”，伊兒汗國的拉施特在《史集》中記載合赞迎娶闊闊真時，也提到火者等使者，與《馬可波羅遊記》中記載護送闊闊真的使者名字一致，成為證明馬可波羅到過中國的有力證據。